# Архиепархия Манилы
Архиепархия Манилы (лат. Archidioecesis Manilensis) — архиепархия Римско-Католической Церкви с центром в городе Манила, столице Филиппин. В митрополию Манилы входят епархии Антиполо, Имуса, Калукана, Кубао, Малолоса, Новаличеса, Параньяке, Пасига и Сан-Пабло. Архиепархия охватывает большую часть Манилы, в юго-западной части острова Лусон, Филиппины. Кафедральным собором архиепархии Манилы является Кафедральный собор Непорочного Зачатия Девы Марии. В Маниле также находится про-кафедральный собор святого Фернандо. 
С 25 марта 2021 года архиепископом Манилы является кардинал Хосе Фуэрте Адвинкула.

## История
Святой Престол учредил епархию Манилы 6 февраля 1579 года буллой Illius fulti praesidio папы римского Григория XIII. Первоначально она была суффраганной епархией архиепархии Мехико и её власть распространялась на все Филиппины. 14 августа 1595 года епархия Манилы передала часть своей территории в пользу учреждённых епархий Касереса, Себу и Новой Сеговии (все сегодня — архиепархии), и тогда же епархия Манилы была возведена в ранг митрополии-архиепархии.
Позднее она передала часть своей территории в пользу учреждённых новых епархий, а именно:
- 10 апреля 1910 года в пользу учреждённой епархии Липы (сегодня — архиепархия);
- 11 декабря 1948 года в пользу учреждённой епархии Сан-Фернандо (сегодня — архиепархия);
- 25 ноября 1961 года в пользу учреждённых епархий Имуса и Малолоса;
- 24 февраля 1983 года в пользу учреждённой епархии Антиполо;
- 7 декабря 2002 года в пользу учреждённых епархий Новаличеса и Параньяке;
- 28 июня 2003 года в пользу учреждённых епархий Кубао, Калоокана и Пасига.

## Ординарии
- епископ Domingo Salazar, O.P. (6 февраля 1579 — 4 декабря 1594);
- архиепископ Ignacio Santibáñez, O.F.M. (30 августа 1595 — 14 августа 1598);
- архиепископ Miguel de Benavides, O.P. (7 октября 1602 — 26 июля 1605);
- архиепископ Diego Vázquez de Mercado (28 марта 1608 — 12 июня 1616);
- архиепископ Miguel García Serrano, O.S.A. (12 февраля 1618 — 14 июня 1629);
- архиепископ Hernando Guerrero, O.S.A. (9 января 1634 — 1 июля 1641);
- архиепископ Fernando Montero Espinosa (5 февраля 1646—1648);
- архиепископ Miguel de Poblete Casasola (21 июня 1649 — 8 декабря 1667);
- архиепископ Juan López (14 ноября 1672 — 12 февраля 1674);
- архиепископ Felipe Fernández de Pardo, O.P. (8 января 1680 — 31 декабря 1689);
- архиепископ Diego Camacho y Ávila (19 августа 1696 — 14 января 1704), назначен епископом Гвадалахары;
- архиепископ Francisco de la Cuesta, O.S.H. (1704 — 23 сентября 1723), назначен епископом Мичоакана);
- архиепископ Carlos Bermúdez de Castro (20 ноября 1724 — 13 ноября 1729);
- архиепископ Juan Ángel Rodríguez, O.SS.T. (17 декабря 1731 — 24 июня 1742);
- архиепископ Pedro José Manuel Martínez de Arizala, O.F.M. (3 февраля 1744 — 28 мая 1755);
- архиепископ Manuel Antonio Rojo del Río Vera (19 декабря 1757 — 30 января 1764);
- архиепископ Basilio Tomás Sancho Hernando, Sch.P. (14 апреля 1766 — 17 декабря 1787), назначен архиепископом Гранады;
- архиепископ Juan Antonio Gallego y Orbigo, O.F.M.Disc. (15 декабря 1788 — 17 мая 1797);
- архиепископ Juan Antonio Zulaibar, O.P. (26 марта 1804 — 4 марта 1824);
- архиепископ Hilarión Díez, O.S.A. (3 июля 1826 — 7 мая 1829);
- архиепископ José Seguí, O.S.A. (5 июля 1830 — 4 июля 1845);
- архиепископ José Aranguren, O.S.A. (19 января 1846 — 18 апреля 1861);
- архиепископ Gregorio Melitón Martínez Santa Cruz (23 декабря 1861 — 30 сентября 1875);
- архиепископ Pedro Payo y Piñeiro, O.P. (28 января 1876 — 1 января 1889);
- архиепископ Бернардино Носаледа-и-Вилья, O.P. (27 мая 1889 — 4 февраля 1902);
- архиепископ Джереми Джеймс Харти (6 июня 1903 — 16 мая 1916), назначен архиепископом, с персональным титулом, Омахи;
- архиепископ  Майкл Джеймс О’Доэрти (6 сентября 1916 — 13 октября 1949);
- архиепископ Габриэль Мартелино Рейес (13 октября 1949 — 10 октября 1952);
- кардинал Руфино Сантос (10 февраля 1953 — 3 сентября 1973);
- кардинал Хайме Лачика Син (21 января 1974 — 15 сентября 2003);
- кардинал Гауденсио Борбон Росалес (15 сентября 2003 — 13 октября 2011);
- кардинал Луис Антонио Гоким Тагле (13 октября 2011 — 8 декабря 2019);
- кардинал Хосе Фуэрте Адвинкула (25 марта 2021 — по настоящее время).

## Суффраганные диоцезы
- Диоцез Антиполо;
- Диоцез Имуса;
- Диоцез Калукана;
- Диоцез Кубао;
- Диоцез Малолоса;
- Диоцез Новаличеса;
- Диоцез Параньяке;
- Диоцез Пасига;
- Диоцез Сан-Пабло.

## Известные храмы
- Церковь Святого Игнатия Лойолы — руины храма, в котором городские власти планируют обустроить музей под открытым небом.
- Церковь Святого Себастьяна в Маниле.
- Церковь Тондо в Маниле. Одна из самых посещаемых церквей на Филиппинзх, в связи с тем, что в ней находится почитаемая статуя Святейшего Младенца Иисуса.

## Источник
- Annuario Pontificio, Libreria Editrice Vaticana, Città del Vaticano, 2003, ISBN 88-209-7422-3